# Machtum
Machtum (Luxemburgs: Miechtem) is een plaats in de gemeente Wormeldange en het kanton Grevenmacher in Luxemburg.
Machtum telt 287 inwoners (2001) en ligt aan de rivier de Moezel.

## Geboren
- Jean Mich (1871-1932), beeldhouwer, kunstschilder
- Camille Frieden (1914-1998), architect, kunstschilder en auteur

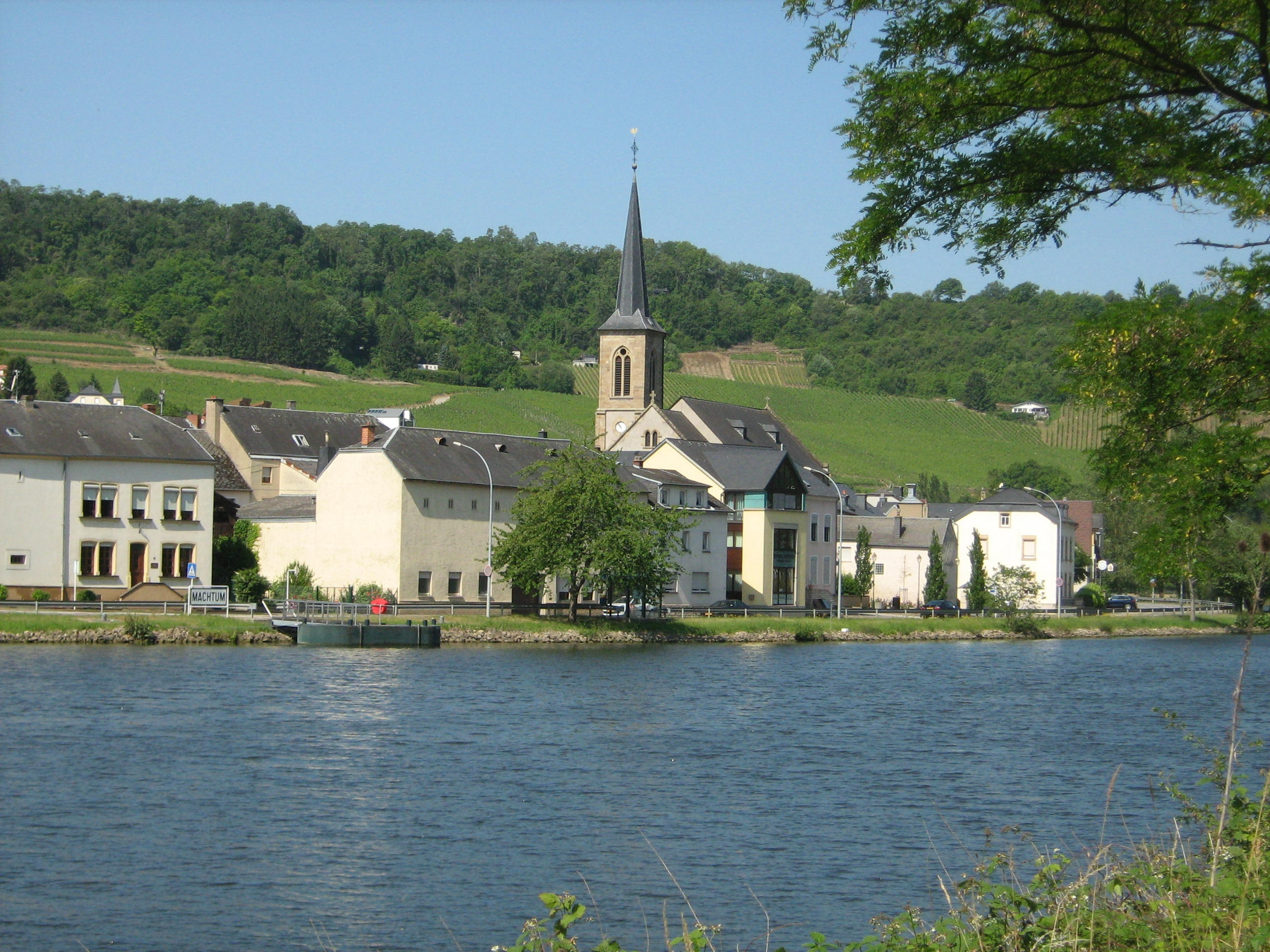
Machtum gezien vanaf de Duitse oever van de Moezel